# Сулія
Сулія (ісп. Zulia, гуах. Suuria) — один із 23 штатів Венесуели.
Адміністративний центр — місто Маракайбо.
Площа штату становить 63 100 км², населення — 3 620 200 чоловік (2007).

## Муніципалітети штату
- Альміранте-Паділья
- Баральт
- Валмор-Родрігес
- Кабімас
- Кататумбо
- Колон
- Ла-Каньяда-де-Урданета
- Лагунільяс
- Мачікус-де-Періха
- Мара
- Маракайбо (Маракайбо)
- Міранда
- Паес
- Росаріо-де-Періха
- Сан-Франсіско
- Санта-Ріта
- Симон-Болівар
- Сукре
- Франсіско-Хав'єр-Пульгар
- Хесус-Енріке-Лосада
- Хесус-Марія-Семпрун